# Šanac (miasto Kruševac)
Šanac (cyr. Шанац) – wieś w Serbii, w okręgu rasińskim, w mieście Kruševac. W 2011 roku liczyła 978 mieszkańców.